# بور فيديل
بور فيديل هي بلدية فرنسية تقع في إقليم الأردين في منطقة غراند إيست.      